# Jiráskova chata
Jiráskova chata – schronisko turystyczne z wieżą widokową zlokalizowane na wzniesieniu ok. 615 m n.p.m. w miejscowości Dobroszow, części miasta Náchod – na trasie głównego górskiego szlaku Jiraska, w Kraju hradeckim, w Czechach, kilkanaście kilometrów od granicy z Polską.

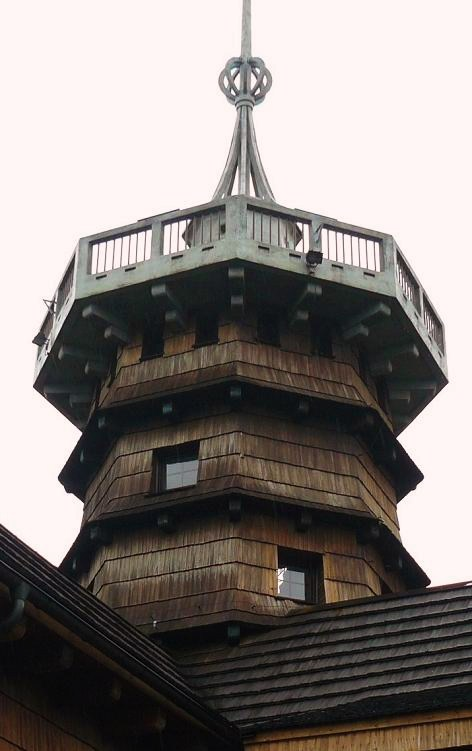
Jiráskova wieża

Wieża jest jednym z elementów schroniska turystycznego „Jiráskova chata” i stanowi ważną dominantę widokową tego rejonu. Wstęp na wieżę jest płatny. Tuż obok budowli znajdują się skałki nazwane „Żaba” oraz „Morowa” z postawionym na nich krzyżem.

## Historia
Pierwsze schronisko postawiono tutaj w 1895 ze środków Klubu českých turistů, jednakże już po kilkunastu lat użytkowania okazało się być zbyt małe i wymagana była jego kapitalna przebudowa. Obecne schronisko pochodzi z przebudowy dokonanej w latach 1921–1923 według projektu, z roku 1912, wykonanego przez słowackiego architekta – Dušana Jurkoviča. Zburzono wówczas stare schronisko z wieżą widokową, w którego miejsce powstała obecnie stojąca budowla. Otwarcie nastąpiło w dniu św. Wacława, 28 października 1923 roku, a miejscu temu nadano imię pisarza i dramaturga Aloisa Jiráska. Fundusze na przebudowę pozyskano od darczyńców, których nazwiska upamiętniono w kamieniach wmurowanych w obejście schroniska (kamień węgielny nowego schroniska postawiono 10 lipca 1921). W roku 2002 schronisko przeszło kolejny remont i zostało przystosowane do celów restauracyjno-noclegowych, z restauracją na 70 osób i pokojami noclegowymi na ok. 45 osób.

## Dojazd
Do schroniska i jego wieży prowadzi duża liczba szlaków, m.in. z Náchodu oraz z Nowego Miasta nad Metują, czy oddalonego o ok. 3 km schroniska Piekło (cz. Peklo). Nieopodal zwiedzać można pamiątki po tzw. Betonowej granicy – systemie umocnień budowanych przez Czechosłowację w latach 30. XX w. (niedaleko znajduje się „twierdza Dobrošov”).